# Шаари, Халид ибн Мухсен
Ха́лид ибн Мухсен Ша́‘ари (араб. خالد بن محسن شاعري‎; род. 1991, Саудовская Аравия) — тяжелейший человек в мире (610 кг в 2013 г.), рекордсмен Книги рекордов Гиннесса.
Шаари проживал в южной провинции Саудовской Аравии Джизан.
В августе 2013 года Халида отвезли в медучреждение по личному приказу короля Саудовской Аравии Абдаллы. Король оплатил стоимость специального самолёта, который перевёз Шаари в столицу Эр-Рияд. Лечение юноши также оплачивалось из личных средств Абдаллы.
В операции по доставке Шаари в больницу принимали участие десятки медиков, полицейских и военнослужащих. Чтобы вытащить юношу из дома, рабочие разобрали часть стены. Из США доставили специальную, особо прочную кровать и подъёмный кран. После того, как Халида спустили со второго этажа, его поместили в «скорую помощь» и довезли до аэропорта. Тогда Халид уже два года не покидал своего жилища, потому что не мог передвигаться.
По прибытии в одну из больниц Медицинского комплекса имени короля Фахда в Эр-Рияде врачи выяснили, что его вес на тот момент составлял 610 килограммов. Кроме того, у Халида рекордно высокий индекс массы тела — 204 (вес, делённый на квадрат роста человека в метрах, норма колеблется от 18,5 до 24,99).
В клинике Халиду сделали операцию: удалили из живота лишние 80 кг. Общими усилиями Халиду удалось сбросить 320 килограммов. В ходе лечения у него улучшились показатели функционирования сердца и лёгких, окрепли мышцы — Халид начал двигать ногами. Теперь он способен перемещаться на специально сконструированном инвалидном кресле. Таким образом, Халид больше не самый толстый человек в мире.
Саудовские СМИ отметили, что причиной тучности Шаари стала вовсе не любовь к фаст-фуду, а серьёзные проблемы со здоровьем. Без оперативного вмешательства он мог умереть.
К 2016 году Шаари вновь обрёл способность ходить.